# Casa Willits
La casa Ward W. Willits es un edificio diseñado por el arquitecto Frank Lloyd Wright en el suburbio de Highland Park, Illinois, en el estado de Chicago (Estados Unidos). Fue diseñada en 1901 y se considera una de las primeras de las grandes casas de Prairie School. Presenta una fachada simétrica a la calle. El plan es un cruzado con cuatro alas que se extienden desde una chimenea central. Además de los vitrales y las mamparas de madera que dividen las habitaciones, Wright también diseñó los muebles de la casa.

## Fondo
La casa Willits es una de las primeras casas de verdadero estilo Prairie de Wright; como tal, es la culminación del período de experimentación que Wright realizó en los años anteriores. Esta casa fue diseñada para Ward Winfield Willits en 1901, entonces vicepresidente de Adams and Westlake Company, una fundición de latón de la que más tarde fue nombrado presidente. Orlando Giannini, quien era empleado de Willits en ese momento, pudo haber sido responsable de la creación de esta casa cuando presentó a Wright a Willits. Wright era conocido por cerrar la brecha entre la arquitectura y la naturaleza, lo que hace que esta casa sea fascinante porque es una expresión completa del interés de Wright en reconectarse con la naturaleza y el interés igual de Wright en la arquitectura japonesa y el movimiento artístico holandés que estaba ocurriendo simultáneamente.

## Diseño
La casa Willits es la primera casa en el verdadero estilo Prairie y marca el desarrollo completo del marco de madera y el sistema de construcción de estuco de Wright. Aunque la Casa Willits tiene dos pisos, es una forma más compleja, que consiste en un espacio central rectangular con un ala rectangular que se proyecta desde cada lado de ese espacio. Esta es una característica de diseño estándar para la mayoría de las casas estilo pradera, además de los techos bajos, elementos que corren paralelos al suelo y se extienden más allá del marco de la casa. Wright usó un plan cruciforme con el espacio interior fluyendo alrededor de un núcleo central de chimenea y extendiéndose hacia afuera hacia terrazas cubiertas y terrazas abiertas. La planta de la casa es de estilo molino de viento, como se ve con las cuatro alas que se extienden desde la chimenea en el núcleo central y el movimiento de cada ala es a lo largo de una línea diagonal. El ala dos contiene la gran sala de estar con ventanas altas y una terraza amurallada. El comedor, ampliado por un gran porche, comprende el tercer ala; el cuarto, hacia la parte trasera de la casa, contiene la cocina y el cuarto de servicio. Wright incorpora diagonales en varios otros lugares en su diseño: el comedor tiene una bahía final en forma de proa y otra proyección en forma de proa, la sala de recepción tiene una bahía similar en forma de proa, la luz de vidrio artístico sobre la escalera de entrada se gira 45 grados, enfatizando nuevamente la diagonal, y los pilares de terminación de la puerta cochera están separados 45 grados de la pared del extremo. 
El primer piso contiene la sala de estar que da a la calle, el comedor, la cocina, la despensa, el cuarto de servicio, la recepción, la puerta cochera, el mirador y la terraza. El primer piso también contiene varias chimeneas que se agrupan. Un hall de entrada-escalera, sala, comedor y cocina giran alrededor de la chimenea central. El plan de la casa comienza a abrirse y las habitaciones se unen mucho más fuertemente hacia el exterior. La casa es menos contenida y la arquitectura que se trasladó hacia el exterior fue una de las características principales. Pasando al segundo piso de la casa, contiene cinco dormitorios, una sala de costura y una biblioteca en la entrada sur. En lugar de continuar con el dormitorio oeste (directamente sobre la sala de estar) a lo ancho completo del ala, Wright dejó espacio para los porches y urnas laterales del segundo piso.
La casa Willits fue vista como una casa de estilo de entretenimiento. El uso del arco románico en la entrada, el énfasis en las horizontales como se aprecia en los techos bajos del ala comedor y la puerta cochera y el uso de diferentes materiales de moldura en la parte superior de la casa. Cuando la luz brilla en esta área, el techo parece estar flotando y muestra sombras muy profundas y oscuras. Otra característica única de esta casa es que Wright pudo diseñar todo en la casa, desde los muebles hasta los accesorios de iluminación.

## Relación arquitecto-cliente

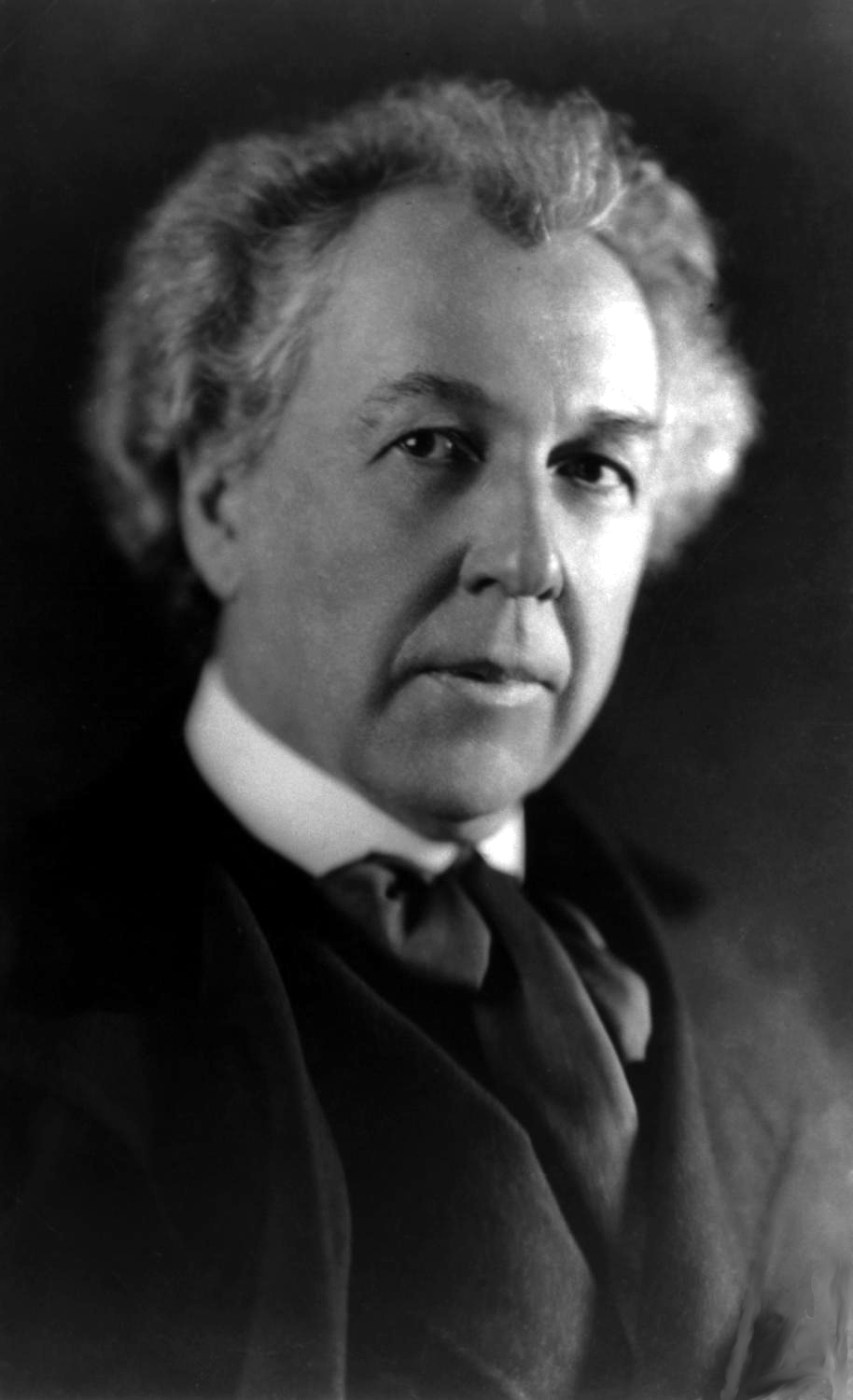
Frank Lloyd Wright

Wright y los Willits se hicieron amigos poco después de conocerse y darse cuenta de que con la experiencia arquitectónica de Wright y la compañía de Willits haciendo contribuciones a muchos proyectos arquitectónicos, una visión para la casa Willits era posible. El cliente y el arquitecto continuaron su relación después de que se completó la casa, y Willits y su esposa acompañaron a Frank Lloyd Wright y su primera esposa, Catherine (Tobin) Wright, en un viaje a Japón en 1905. El viaje fue bien y fue el primero para Wright; sin embargo, la relación no pudo soportar las dificultades que se producen al ser arquitecto y tener una relación sólida con el cliente. 
Los clientes eran ricos y tenían suficiente dinero para construir la casa, aunque su amistad apenas sobrevivió al maltrato de la primera esposa y la familia de Wright y a los préstamos impagos que se dice que Wright tuvo con Willits, que finalmente se pagó con las ventas de algunos de los muchos japoneses. impresiones adquiridas en el viaje. No obstante, Ward Willits pasó muchos años con su esposa en la casa y vivió allí hasta su muerte en 1950

## Después de 1954
La casa fue comprada en 1983 y el nuevo propietario comenzó a renovarla. El nuevo propietario y su esposa completaron principalmente el trabajo, enfocándose en devolver el edificio a un punto en el tiempo aproximado a 1909, y se aseguraron de mantener las características únicas de Wright en toda la casa. Muchos reconocieron la restauración como calidad de museo y recibió un premio Driehaus. 
El "Tour de la costa norte" de Frank Lloyd Wright explora actualmente los suburbios del norte de Chicago a lo largo del lago Míchigan para ver una docena de casas de Frank Lloyd Wright, incluida la casa Ward Willits.